# Edward Brophy
Edward S. Brophy (27 de febrero de 1895-27 de mayo de 1960) fue un actor de carácter, actor de voz y humorista de nacionalidad estadounidense. De constitución pequeña, calvo y con una voz chillona, fue conocido por sus papeles de gánster, tanto en películas serias como cómicas.  

## Biografía
Nacido en Nueva York, Estados Unidos, en 1928, con solo unos pocos pequeños papeles cinematográficos en su bagaje, Brophy trabajaba en tareas de producción para Metro-Goldwyn-Mayer. Ese año fue escogido para actuar junto a Buster Keaton en una secuencia del film de Keaton The Cameraman. Gracias a esa única escena Brophy consiguió que se le ofrecieran más y mejores papeles, pasando la mayor parte de su larga y prolífica carrera en MGM.
De entre sus papeles destacan los llevados a cabo en The Champ (1931), Freaks (1932), La cena de los acusados (1934) y The Thin Man Goes Home (1944). Brophy se hizo también famoso por dar voz a Timothy Q. Mouse en Dumbo, aún a pesar de que los créditos no recogían su actuación.
Edward Brophy falleció en 1960 en Pacific Palisades (Los Ángeles), California, durante el rodaje de Two Rode Together. Fue enterrado en el Cementerio Woodlawn Memorial de Santa Mónica (California).

## Filmografía

### Actor
| - 1920: Yes or No - 1928: Westpoint - 1928: The Cameraman, de Edward Sedgwick y Buster Keaton - 1930: Free and Easy - 1930: Our Blushing Brides - 1930: Doughboys - 1930: Those Three French Girls - 1930: Remote Control - 1930: Paid - 1931: Parlor, Bedroom and Bath - 1931: A Free Soul - 1931: Sporting Blood - 1931: A Dangerous Affair - 1931: The Champ, de King Vidor - 1932: The Passionate Plumber - 1932: The Beast of the City - 1932: Freaks - 1932: Skyscraper Souls - 1932: Speak Easily - 1932: Prosperity - 1932: Flesh - 1933: What! No Beer? - 1933: Beer and Pretzels - 1933: Broadway to Hollywood - 1934: The Poor Rich - 1934: La cena de los acusados - 1934: Paris Interlude - 1934: Hide-Out - 1934: Have a Heart - 1934: Death on the Diamond - 1934: Evelyn Prentice - 1934: I'll Fix It - 1934: Sequoia - 1935: Shadow of Doubt - 1935: The Whole Town's Talking - 1935: Naughty Marietta - 1935: People Will Talk - 1935: Mad love - 1935: She Gets Her Man - 1935: Mares de China - 1935: I Live My Life - 1935: 1,000 Dollars a Minute - 1935: Remember Last Night? - 1935: Show Them No Mercy! - 1936: Strike Me Pink - 1936: Here Comes Trouble - 1936: Woman Trap - 1936: The Case Against Mrs. Ames - 1936: Spendthrift - 1936: Kelly the Second - 1936: All American Chump - 1936: Wedding Present - 1936: Mister Cinderella - 1936: Hideaway Girl - 1936: Career Woman - 1936: Great Guy - 1937: Oh Doctor - 1937: Jim Hanvey, Detective - 1937: The Soldier and the Lady - 1937: Hit Parade of 1937 - 1937: The Great Gambini - 1937: Varsity Show - 1937: Trapped by G-Men - 1937: The Girl Said No | - 1937: The Last Gangster - 1937: Blossoms on Broadway - 1938: A Slight Case of Murder - 1938: Romance on the Run - 1938: Hold That Kiss - 1938: Gold Diggers in Paris - 1938: Passport Husband - 1938: Come On, Leathernecks! - 1938: Vacation from Love - 1938: Gambling Ship - 1939: You Can't Cheat an Honest Man - 1939: Pardon Our Nerve - 1939: Society Lawyer - 1939: For Love or Money - 1939: The Kid from Kokomo - 1939: Golden Boy - 1939: Kid Nightingale - 1939: The Amazing Mr. Williams - 1939: The Big Guy - 1940: Calling Philo Vance - 1940: Alias the Deacon - 1940: Golden Gloves - 1940: The Great Profile - 1940: Dance, Girl, Dance - 1940: Sandy Gets Her Man - 1940: The Invisible Woman - 1941: A Dangerous Game - 1941: Sleepers West - 1941: Thieves Fall Out - 1941: The Bride Came C.O.D. - 1941: Nine Lives Are Not Enough - 1941: Buy Me That Town - 1941: Dumbo - 1941: The Gay Falcon - 1941: Steel Against the Sky - 1942: All Through the Night - 1942: Larceny, Inc. - 1942: Broadway - 1942: Madame Spy - 1943: Lady Bodyguard - 1943: Air Force - 1943: Destroyer - 1943: A Scream in the Dark - 1944: Cover Girl - 1944: It Happened Tomorrow - 1944: A Night of Adventure - 1944: The Thin Man Goes Home - 1945: See My Lawyer - 1945: I'll Remember April - 1945: Wonder Man - 1945: Penthouse Rhythm - 1945: The Falcon in San Francisco - 1946: Girl on the Spot - 1946: Swing Parade of 1946 - 1946: The Falcon's Adventure - 1946: Sweetheart of Sigma Chi - 1946: Renegade Girl - 1947: It Happened on 5th Avenue - 1949: Arson, Inc. - 1951: Danger Zone - 1951: Roaring City - 1951: Pier 23 - 1952: Pluto's Christmas Tree - 1956: Bundle of Joy - 1958: The Last Hurrah |

### Director
- 1931: Parlor, Bedroom and Bath
- 1931: Casanova wider Willen